# ベルゲ・エンペラー
ベルゲ・エンペラー (Berge Emperor) は、かつてノルウェーのベルゲッセン社が所有していた原油タンカー。

## 概要
ベルゲ・エンペラー級2隻の1番船として、1975年12月26日、三井造船千葉造船所で竣工。
本級は三井造船が建造した最大船型で、また竣工時は全長が最も長い船舶であった。
その後1985年に売却され「Emperor」と改名し、1986年に解体された。

## 同型船
- 2番船　「ベルゲ・エンプレス（Berge Empress）」

1976年4月27日竣工　423,746重量トン